# Francisco Tejedor
Francisco Tejedor (* 20. Juni 1966 in Barranquilla, Kolumbien) ist ein ehemaliger kolumbianischer Boxer im Fliegengewicht.

## Profikarriere
Im Jahre 1986 begann er erfolgreich seine Profikarriere. Am 18. Februar 1995 boxte er gegen José Luis Zepeda um die IBF-Weltmeisterschaft und gewann durch technischen K. o. in Runde 7. Diesen Gürtel verlor er allerdings bereits in seiner ersten Titelverteidigung an Danny Romeo im April desselben Jahres nach Punkten. 
Im Jahre 2004 beendete er seine Karriere.